# Lasse Kjus
Lasse Kjus (* 14. Januar 1971 in Siggerud, Norwegen) ist ein ehemaliger norwegischer Skirennläufer. Er gewann zweimal den Gesamtweltcup, wurde einmal Olympiasieger und dreimal Weltmeister. Bei den Weltmeisterschaften 1999 in Vail gewann er in allen fünf ausgetragenen Disziplinen eine Medaille (zwei goldene, drei silberne) – eine bis dahin und auch seither unerreichte Leistung, vergleichbar allenfalls mit jenen wenigen, die vor Einführung des Super-G in allen vier ausgetragenen Disziplinen Medaillen errungen haben: Toni Sailer 1956 und 1958, Marielle Goitschel 1966, Jean-Claude Killy 1968 und Rosi Mittermaier 1976 (wobei deren Kombinations-Medaille jeweils das automatische Resultat der drei übrigen Medaillen war, Kjus musste dafür ein eigenes Rennen bestreiten). Insgesamt gewann er 16 Medaillen bei Olympischen Spielen und Weltmeisterschaften und gehört zu den erfolgreichsten Skirennläufern überhaupt.

## Biografie
Der Allrounder gewann 18 Weltcuprennen (10 Abfahrten, 2 Super-G, 2 Riesenslalom, 4 Kombinationen) und 1996 und 1999 den Gesamtweltcup. In Morioka wurde er 1993 Kombinationsweltmeister. Bei den Weltmeisterschaften 1999 in Vail konnte er im Riesenslalom und im Super-G triumphieren und gewann zudem Silber im Slalom, in der Kombination und in der Abfahrt. Fünfmal siegte Kjus beim Hahnenkammrennen in Kitzbühel und zweimal beim Lauberhornrennen in Wengen.
Bei Olympischen Spielen ist seine Bilanz nicht so überragend wie bei Weltmeisterschaften. Dennoch gelang es ihm bei den Olympischen Spielen 1994 in Lillehammer Gold in der Kombination zu gewinnen. Außerdem gewann er 1998 in Nagano Silber in der Abfahrt und in der Kombination. Bei den Olympischen Spielen 2002 in Salt Lake City konnte er seiner Medaillensammlung wiederum Silber in der Abfahrt und Bronze im Riesenslalom hinzufügen. Sein letztes Weltcup-Rennen, einen Super-G, beendete er am 16. März 2006 in Åre mit einem 13. Rang. Nach zwei Jahren ohne Wettkampf startete Kjus 2008 nochmals bei den norwegischen Meisterschaften und belegte in der Abfahrt den dritten Rang.
1999 gewann er die Wahl zu Norwegens Sportler des Jahres, im selben Jahr wurde er mit der Aftenposten-Goldmedaille geehrt und von der Internationalen Vereinigung der Ski-Journalisten (AIJS) mit dem Skieur d’Or ausgezeichnet. Aus dem Jahr 1999 stammt auch sein bestes Slalom-Resultat im Weltcup, ein dritter Platz im Slalom von Wengen, an dem besonders bemerkenswert ist, wie er ihn erzielt hat: Er blieb beim Start mit seinem Ski hängen und fuhr rückwärts durch das erste Tor.
Kjus ist Athletenbotschafter der Entwicklungshilfeorganisation Right To Play.

## Erfolge

### Olympische Winterspiele
- Lillehammer 1994: 1. Kombination, 7. Riesenslalom, 12. Super-G, 18. Abfahrt
- Nagano 1998: 2. Abfahrt, 2. Kombination, 8. Riesenslalom, 9. Super-G
- Salt Lake City 2002: 2. Abfahrt, 3. Riesenslalom, 5. Kombination
- Turin 2006: 14. Abfahrt, 14. Super-G, 18. Riesenslalom

### Weltmeisterschaften
- Saalbach-Hinterglemm 1991: 10. Slalom, 25. Super-G
- Morioka 1993: 1. Kombination, 12. Slalom, 16. Riesenslalom
- Sierra Nevada 1996: 2. Kombination, 4. Abfahrt, 4. Riesenslalom, 6. Super-G, 10. Slalom
- Sestriere 1997: 2. Riesenslalom, 2. Super-G, 2. Abfahrt, 5. Kombination
- Vail/Beaver Creek 1999: 1. Riesenslalom, 1. Super-G, 2. Slalom, 2. Abfahrt, 2. Kombination
- St. Anton 2001: 4. Super-G, 7. Riesenslalom
- St. Moritz 2003: 2. Kombination, 9. Super-G, 13. Abfahrt
- Bormio 2005: 6. Kombination, 11. Super-G, 33. Abfahrt

### Weltcupwertungen
Kjus hat zweimal den Gesamtweltcup gewonnen (1996, 1999), dazu kommen vier weitere Siege in Disziplinenwertungen.
| Saison  | Gesamt | Gesamt | Abfahrt | Abfahrt | Super-G | Super-G | Riesenslalom | Riesenslalom | Slalom | Slalom | Kombination | Kombination |
| Saison  | Platz  | Punkte | Platz   | Punkte  | Platz   | Punkte  | Platz        | Punkte       | Platz  | Punkte | Platz       | Punkte      |
| ------- | ------ | ------ | ------- | ------- | ------- | ------- | ------------ | ------------ | ------ | ------ | ----------- | ----------- |
| 1989/90 | 68.    | 14     | -       | -       | 29.     | 4       | 29.          | 9            | 41.    | 1      | -           | -           |
| 1990/91 | 9.     | 103    | 33.     | 5       | 23.     | 6       | 11.          | 30           | 13.    | 42     | 2.          | 20          |
| 1991/92 | 60.    | 108    | -       | -       | -       | -       | 35.          | 43           | 30.    | 65     | -           | -           |
| 1992/93 | 12.    | 452    | -       | -       | 37.     | 32      | 4.           | 254          | 19.    | 96     | 9.          | 70          |
| 1993/94 | 7.     | 651    | 27.     | 83      | 7.      | 194     | 21.          | 76           | 15.    | 118    | 1.          | 180         |
| 1994/95 | 6.     | 665    | 9.      | 227     | 26.     | 47      | 9.           | 212          | 24.    | 54     | 3.          | 125         |
| 1995/96 | 1.     | 1216   | 4.      | 343     | 3.      | 264     | 3.           | 475          | 14.    | 134    | -           | -           |
| 1996/97 | 13.    | 625    | 16.     | 173     | 6.      | 203     | 22.          | 101          | 32.    | 48     | 2.          | 100         |
| 1997/98 | 10.    | 578    | 11.     | 275     | 16.     | 96      | 29.          | 48           | 20.    | 127    | -           | -           |
| 1998/99 | 1.     | 1465   | 1.      | 760     | 7.      | 208     | 14.          | 163          | 14.    | 154    | 1.          | 180         |
| 1999/00 | 53.    | 146    | 33.     | 36      | 22.     | 60      | 32.          | 36           | 51.    | 14     | -           | -           |
| 2000/01 | 3.     | 866    | 5.      | 301     | 8.      | 143     | 8.           | 241          | 23.    | 81     | 1.          | 100         |
| 2001/02 | 6.     | 680    | 15.     | 215     | 9.      | 176     | 25.          | 48           | 18.    | 101    | 2.          | 140         |
| 2002/03 | 31.    | 283    | 37.     | 30      | 11.     | 140     | 35.          | 39           | 44.    | 14     | 7.          | 60          |
| 2003/04 | 8.     | 824    | 9.      | 316     | 7.      | 230     | 14.          | 141          | 48.    | 17     | 3.          | 120         |
| 2004/05 | 7.     | 580    | 18.     | 163     | 22.     | 70      | 7.           | 258          | 53.    | 9      | 2.          | 80          |
| 2005/06 | 43.    | 169    | 41.     | 16      | 22.     | 94      | 57.          | 3            | -      | -      | 12.         | 56          |

### Weltcupsiege
Kjus gewann 18 Weltcuprennen (10 × Abfahrt, 2 × Super-G, 2 × Riesenslalom, 4 × Kombination) und erzielte weitere 42 Podestplätze.
| Datum             | Ort           | Land       | Disziplin    |
| ----------------- | ------------- | ---------- | ------------ |
| 16. Januar 1994   | Kitzbühel     | Österreich | Kombination  |
| 2. Dezember 1995  | Vail          | USA        | Super-G      |
| 21. Dezember 1995 | Kranjska Gora | Slowenien  | Riesenslalom |
| 29. Dezember 1995 | Bormio        | Italien    | Abfahrt      |
| 6. März 1996      | Kvitfjell     | Norwegen   | Abfahrt      |
| 26. Januar 1997   | Kitzbühel     | Österreich | Kombination  |
| 2. März 1997      | Kvitfjell     | Norwegen   | Abfahrt      |
| 12. Dezember 1998 | Val-d’Isère   | Frankreich | Abfahrt      |
| 18. Dezember 1998 | Gröden        | Italien    | Abfahrt      |
| 16. Januar 1999   | Wengen        | Schweiz    | Abfahrt      |
| 17. Januar 1999   | Wengen        | Schweiz    | Kombination  |
| 22. Januar 1999   | Kitzbühel     | Österreich | Abfahrt      |
| 10. März 1999     | Sierra Nevada | Spanien    | Abfahrt      |
| 21. Januar 2001   | Kitzbühel     | Österreich | Kombination  |
| 19. Dezember 2003 | Gröden        | Italien    | Super-G      |
| 22. Januar 2004   | Kitzbühel     | Österreich | Abfahrt      |
| 4. Dezember 2004  | Beaver Creek  | USA        | Riesenslalom |
| 10. März 2005     | Lenzerheide   | Schweiz    | Abfahrt      |

### Juniorenweltmeisterschaften
- Madonna di Campiglio 1988: 6. Super-G, 9. Abfahrt
- Aleyska 1989: 9. Abfahrt, 21. Slalom, 37. Super-G, 37. Riesenslalom
- Zinal 1990: 1. Riesenslalom, 2. Abfahrt, 2. Kombination, 3. Super-G, 3. Slalom

### Norwegische Meisterschaften
Kjus ist sechsfacher Norwegischer Meister:
- 1 × Abfahrt (1995)
- 3 × Super-G (1996, 1998, 2005)
- 1 × Slalom (1992)
- 1 × Kombination (1995)

## Auszeichnungen
- 1999: Norwegens Sportler des Jahres
- 1999: Aftenposten-Goldmedaille
- 1999: Skieur d’Or